# Aberdeen Football Club
Maillots
Actualités
L'Aberdeen Football Club est un club écossais de football, basé à Aberdeen et fondé en 1903.
Résident du Pittodrie Stadium depuis sa création, le club évolue sans discontinuer en championnat d'Écosse de football depuis 1905. Il a remporté quatre titres de champion d'Écosse, sept Coupes d'Écosse et six Coupes de la Ligue.
Le club connaît son heure de gloire au début des années 1980, quand Alex Ferguson mène le club à un triplé historique en Coupe d'Europe des vainqueurs de coupe, Supercoupe de l'UEFA et Coupe d'Écosse en 1983, puis au doublé Coupe-championnat l'année suivante. À ce titre, Aberdeen est à la fois le dernier club écossais à avoir soustrait un titre de champion à l'Old Firm (le duo formé par le Celtic et les Rangers), et le dernier à avoir remporté une coupe d'Europe. Aberdeen détient également le record de trophées européens remportés par un club écossais.
Malgré deux finales en Coupe d'Écosse et en Coupe de la Ligue en 2000, le club n'a plus remporté de nouveau trophée depuis 1996 jusqu'à ce qu'il mette fin à 18 ans de disette en remportant la Coupe de la Ligue en 2014.
En 2025, le club remporte la Coupe d'Écosse, aux tirs au but, face au Celtic FC.

## Histoire

### Premières années du club (1903-1939)
L'Aberdeen Football Club naît de la fusion de trois clubs, Aberdeen, Victoria United et Orion, en 1903. Le nouveau club joue son premier match le 15 août 1903 face au Stenhousemuir Football Club, conclu sur un score nul (1-1). Cette première saison voit le club remporter l'Aberdeenshire Cup (en) et terminer à la troisième place en Northern League (en). Aberdeen se porte candidat à l'intégration en championnat d'Écosse pour la saison suivante, où il est introduit en deuxième division plutôt que dans l'élite.
En 1904, le club est entraîné par Jimmy Philip (en). À la fin de la saison, malgré la septième place obtenue (dans un championnat de douze équipes), Aberdeen rejoint la première division écossaise au bénéfice de son élargissement. Il n'a plus jamais quitté l'élite depuis, record partagé seulement avec les deux grands clubs de Glasgow connus sous le nom d'Old Firm : le Celtic FC et le Rangers FC. Le club progresse dans la hierarchie et atteint une demi-finale de Coupe d'Écosse en 1908, performance reconduite en 1911. Lors de cette dernière saison, Aberdeen connaît ses premières victoires contre le Celtic et les Rangers, et termine à la deuxième place après avoir été un temps leader.
La Première Guerre mondiale affecte considérablement l'Aberdeen FC. Malgré des réductions budgétaires, en 1917 la situation financière est intenable. Aberdeen abandonne la compétition, de même que le Dundee FC et les Raith Rovers. L'équipe première reprend la compétition le 16 août 1919, avec un match contre les Albion Rovers. Philip est toujours l'entraîneur, l'équipe est toujours capable de performances inattendues mais semble incapable de les répéter dans la durée et de remporter un trophée. En 1923, Aberdeen rencontre le Peterhead Football Club en Coupe auquel il inflige une victoire record sur le score de 13 à 0. Philip prend sa retraite un an plus tard, et est remplacé par le manager Paddy Travers (en). Le club dispute sa première finale de Coupe d'Écosse en 1937. Travers quitte le club pour devenir le manager du Clyde FC en 1939, et est remplacé par Dave Halliday. Halliday débute à peine sur le banc d'Aberdeen que la Seconde Guerre mondiale met fin à toute compétition sur le territoire britannique,.

### Aberdeen remporte ses premiers trophées (1945-1978)
Halliday reprend son poste après la guerre et s'avère être le premier entraîneur à ramener un trophée national à Pittodrie. L'Aberdeen FC, qui joue désormais en rouge, remporte la Southern League Cup en 1946 en battant les Rangers sur le score de 3 à 2 à Hampden Park. Puis il remporte la coupe nationale en 1947 en battant en finale Hibernian 2–1 ,.
Après ce succès, les hommes d'Halliday sont à nouveau finalistes de la Coupe d'Écosse en 1953 et 1954, mais elles sont toutes les deux perdues. Cela ne marque néanmoins pas un coup d'arrêt pour le club, qui remporte lors de la saison 1954-1955 son premier titre de championnat d'Écosse,. Bien que vainqueurs de leur championnat national, le club ne participe pas à la première édition de la Coupe des clubs champions européens, la place écossaise étant prise par Hibernian par invitation.

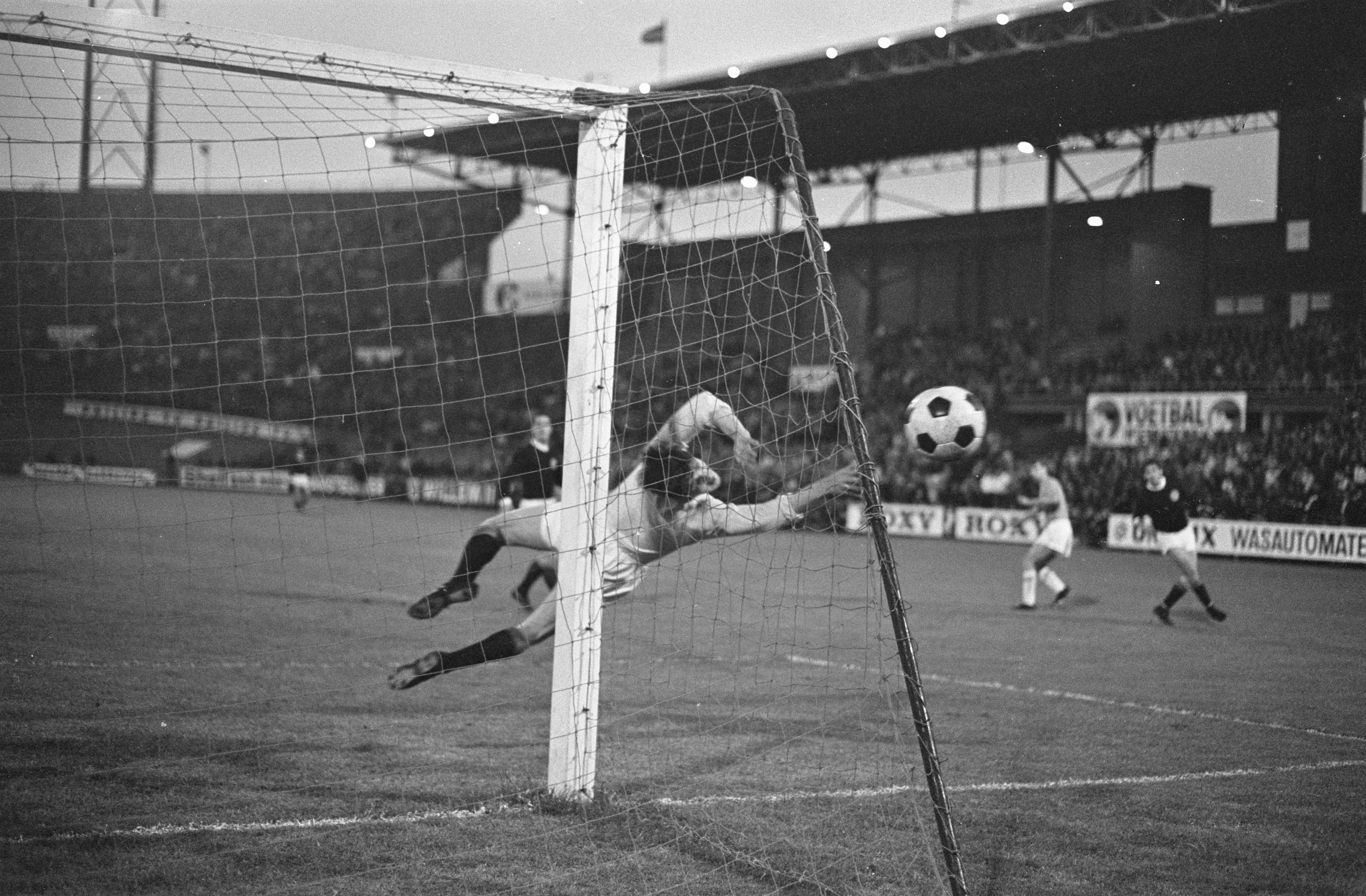
Bobby Clark, gardien emblématique du club entre 1965 et 1982.

Halliday quitte le club après ce succès en championnat. Il est remplacé par Davie Shaw. Aberdeen décroche la Coupe de la Ligue sous son ère, en battant le Saint Mirren Football Club en 1956, et atteint une nouvelle finale de Coupe d'Écosse en 1959. Toutefois, Shaw est mis à l'écart et Tommy Pearson (en) prend sa place. L'ère Pearson est marquée par de nombreux changements de joueurs et par l'absence de nouveau trophée. Il se retire en 1965, laissant sa place à Eddie Turnbull. Turnbull mène Aberdeen à deux finales de Coupe d'Écosse, disputées au Celtic. La première est perdue en 1967, mais la deuxième est remportée trois ans plus tard.
L'année 1967 voit la première participation de l'Aberdeen Football Club en coupe d'Europe, à l'occasion de la coupe d'Europe des vainqueurs de coupe 1967-1968, en tant que finaliste de la Coupe nationale. Au premier tour, les Écossais éliminent les Islandais du KR sur un score cumulé de 14–1, mais ils sont éliminés au deuxième tour par le Standard de Liège : battus 3-0 en Belgique, leur victoire 2-0 au match retour n'est pas suffisante. À la suite de sa victoire en coupe nationale en 1970, Aberdeen retrouve la coupe d'Europe des vainqueurs de coupe mais est éliminé dès le premier tour par le Budapest Honvéd FC. Battus 3-1 sur leur terrain, ils renversent la situation en s'imposant sur le même score en Hongrie, après prolongation. Devant cette égalité parfaite malgré la règle des buts marqués à l'extérieur, la première séance de tirs au but de l'histoire des compétitions de l'UEFA se déroule, que Honvéd remporte 5–4
L'équipe des années 1970 participe régulièrement à la course au titre. Ils ne gagnent néanmoins pas de trophée, à l'exception de la Drybourgh Cup en 1971 sous la direction de Jimmy Bonthrone (en), puis la Coupe de la Ligue en 1976 sous la direction d'Ally MacLeod. Durant cette décennie, Aberdeen connaît cinq managers, Eddie Turnbull, Jimmy Bonthrone, Ally MacLeod, Billy McNeill et Alex Ferguson. Les Dons atteignent deux finales de coupes nationales, une de coupe d'Écosse en 1978 sous Billy McNeill et une de coupe de la ligue la saison suivante avec Alex Ferguson.

### L'ère Alex Ferguson (1978-1986)

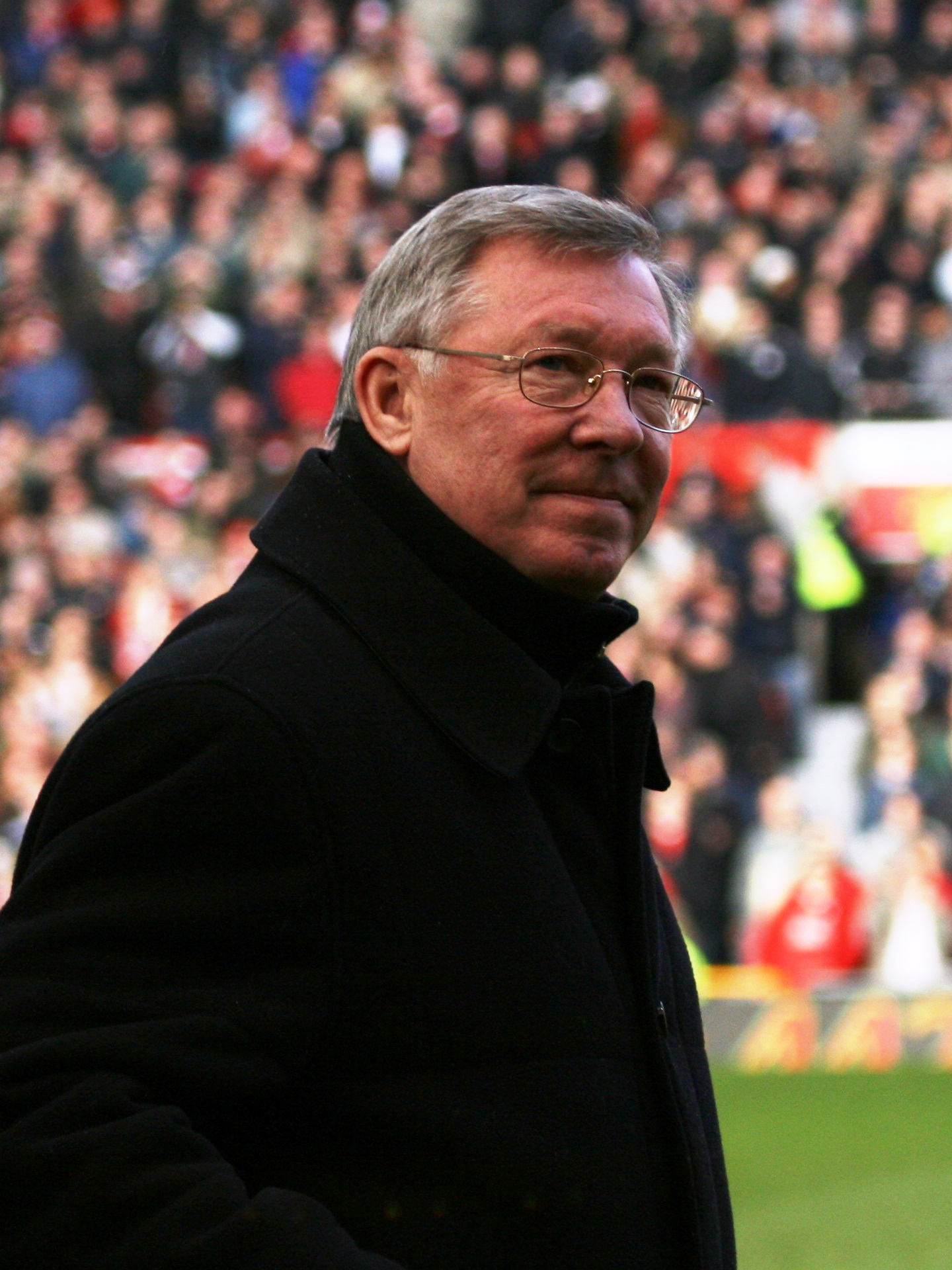
Alex Ferguson, le manager ayant connu le plus de succès à Aberdeen

En 1978, Alex Ferguson, arrive au club en provenance de Saint Mirren. Cette arrivée marque le début de la période la plus faste de l'histoire du club. Pour sa première saison, Ferguson ne parvient pas à remporter de titre. Le club termine quatrième en championnat et est défait en finale de la Coupe d'Écosse 2 buts à 1 face aux Rangers. Plusieurs joueurs tels que Jim Leighton, Willie Miller, Alex McLeish ou encore Gordon Strachan vont cependant se développer sous la direction de Ferguson et constituer le noyau dur de l'équipe. Lors de la saison 1979-1980, les Dons remportent le second titre de champion de leur histoire et se qualifient par la même occasion pour leur première campagne de Coupe des clubs champions européens. Ils seront toutefois éliminés dès le second tour de la compétition (équivalant aux huitièmes de finale) contre Liverpool. En 1982, Aberdeen prend sa revanche face aux Rangers en remportant la coupe d'Ecosse 4-1 à Hampden Park contre les Gers, grâce à des réalisations de Alex McLeish, Mark McGhee, Gordon Strachan et Neale Cooper.
La saison suivante, en 1983, Ferguson et ses hommes conservent leur titre en coupe en s'imposant une nouvelle fois face aux Rangers grâce à un but de Eric Black à la 116e minute. Surtout, le club réalise la plus belle saison européenne de son histoire. Qualifié pour la Coupe des coupes 1983 Aberdeen écarte successivement Sion, le FK Dinamo Tirana et le Lech Poznań pour rejoindre les 1/4 de finales. A cette occasion, les Dons ont rendez-vous avec le Bayern Munich, l'une des meilleures équipes du continent et déjà triple vainqueur de la Coupe des clubs champions européens. Après un match nul et vierge en Allemagne, Aberdeen l'emporte 3-2 à Pittodrie pour rejoindre le dernier carré de la compétition. John Hewitt inscrivant le but victorieux. Ils affrontent ensuite les Belges de Waterschei en demi-finale. Aberdeen les bat 5–1 à domicile avant de perdre pour la première fois de la compétition en Belgique 1–0, ce qui ne les empêche pas de se qualifier pour la finale. En finale les joueurs de Ferguson ont rendez-vous le 11 mai 1983 avec un autre géant du football européen ; le Real Madrid. Eric Black ouvre rapidement le score pour les Écossais après sept minutes de jeu mais les Espagnols égalisent peu avant le quart d'heure. Ce n'est finalement qu'à la 112e minute que John Hewitt inscrivit le but de la victoire, qui offra a Aberdeen son premier trophée européen. Aberdeen devient le troisième club écossais à remporter une Coupe d'Europe,,. Le club lance une chanson, European Song (en), pour la finale de cette Coupe.

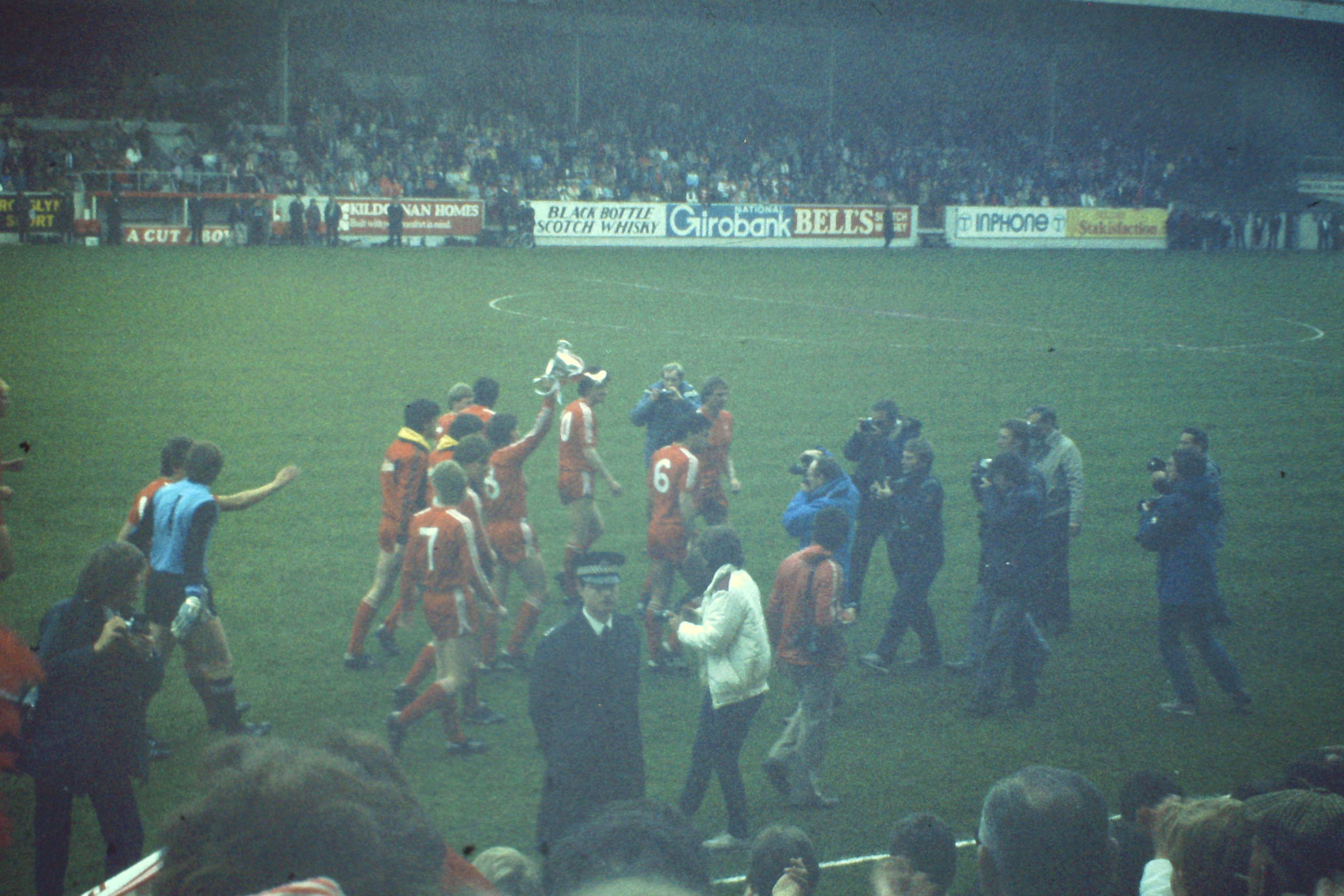
Les Dons champions d'Ecosse en 1984.

Cette victoire est suivie quelques mois plus tard par le sacre en Supercoupe d'Europe en décembre de la même année, face aux champions d'Europe du Hambourg SV grâce à une victoire 2-0 à Pittodrie Stadium, grâce à des buts de Neil Simpson et Mark McGhee. En 1984 le club remporte la Scottish Cup pour la troisième année consécutive, cette fois-çi face au Celtic et réalise même le doublé Coupe-Championnat en remportant le troisième titre de champion d’Écosse de son histoire. Aberdeen atteint également les demi-finales de la Coupe des coupes en 1984, mais s'incline face au FC Porto à l'aller et au retour, sur le même score 1-0.
Les Dons conservent leur titre de champion à l'issue de la saison 1984-1985 et en 1986 remportent les deux coupes nationales. Cette année la, le club réalise également le meilleur parcours de son histoire en Coupe des clubs champions européens, mais s'incline face aux Suédois de Göteborg en 1/4 de finale. Durant l'automne 1986, Ferguson quitte le club après avoir remporté sept trophées pour rejoindre l'Angleterre et Manchester United.

### L'après Ferguson (1986-1999)

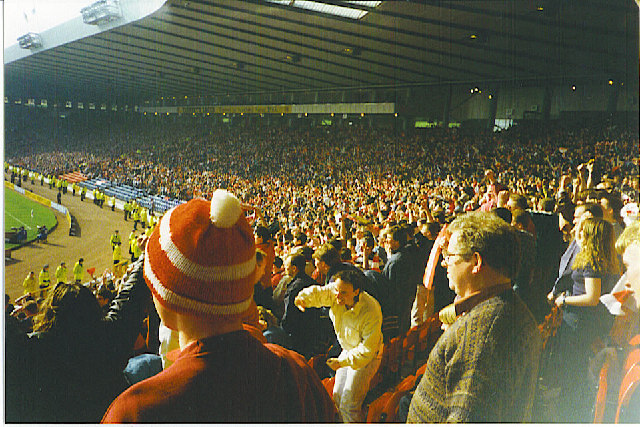
Les supporters d'Aberdeen à Hampden Park lorsque le club atteint les 1/2 finales de la Coupe d'Écosse en 1996.

À la suite du départ de Ferguson, de nombreux entraîneurs tentent de faire retrouver au club le standing d'autrefois... en vain.
La paire Alex Smith-Jocky Scott (en) prend la direction de l'équipe en 1989. Le club recrute des joueurs étrangers, à l'image des internationaux néerlandais Theo Snelders et Hans Gillhaus. Lors de la saison 1989-1990, le club réalise le doublé Coupe d'Écosse-Coupe de la ligue. En 1990-1991, les Dons perdent le titre de champion lors de la dernière journée. Willie Miller est nommé manager en 1992 et durant deux saisons, le club participe à la course au titre sans succès. Il est remercié en 1995 après de mauvais résultats, avant que le club n'ait à remporter un barrage contre le Dunfermline Athletic Football Club pour assurer son maintien en première division. Aberdeen le remplace par Roy Aitken. Malgré une victoire en Coupe de la ligue en 1996, le club est toujours en difficulté. Alex Miller et Paul Hegarty rejoignent le club en 1998. Lestés de la dette contractée pour la construction d'une nouvelle tribune, les dirigeants trouvent un accord avec Stewart Milne, propriétaire de l'entreprise ayant construit la tribune, et lui confier le club. Une politique de restriction budgétaire limite les volontés du club de jouer les premiers rôles, comme il a pu le faire dans les années 1980.

### Aberdeen auXXIesiècle
Le Danois Ebbe Skovdahl, premier manager non-écossais d'Aberdeen, prend ses fonctions en 1999 et le club connaît avec lui ses défaites les plus lourdes. Lors du championnat d'Écosse 1999-2000, les Dons terminent à la dernière place de première division. À la faveur de l'élargissement du championnat à douze clubs, le club n'est pas automatiquement relégué mais doit disputer un barrage à trois. Le stade du Falkirk Football Club ne répondant pas aux normes exigées par la Ligue, ce dernier est maintenu en deuxième division et Aberdeen obtient son maintien dans l'élite écossaise.

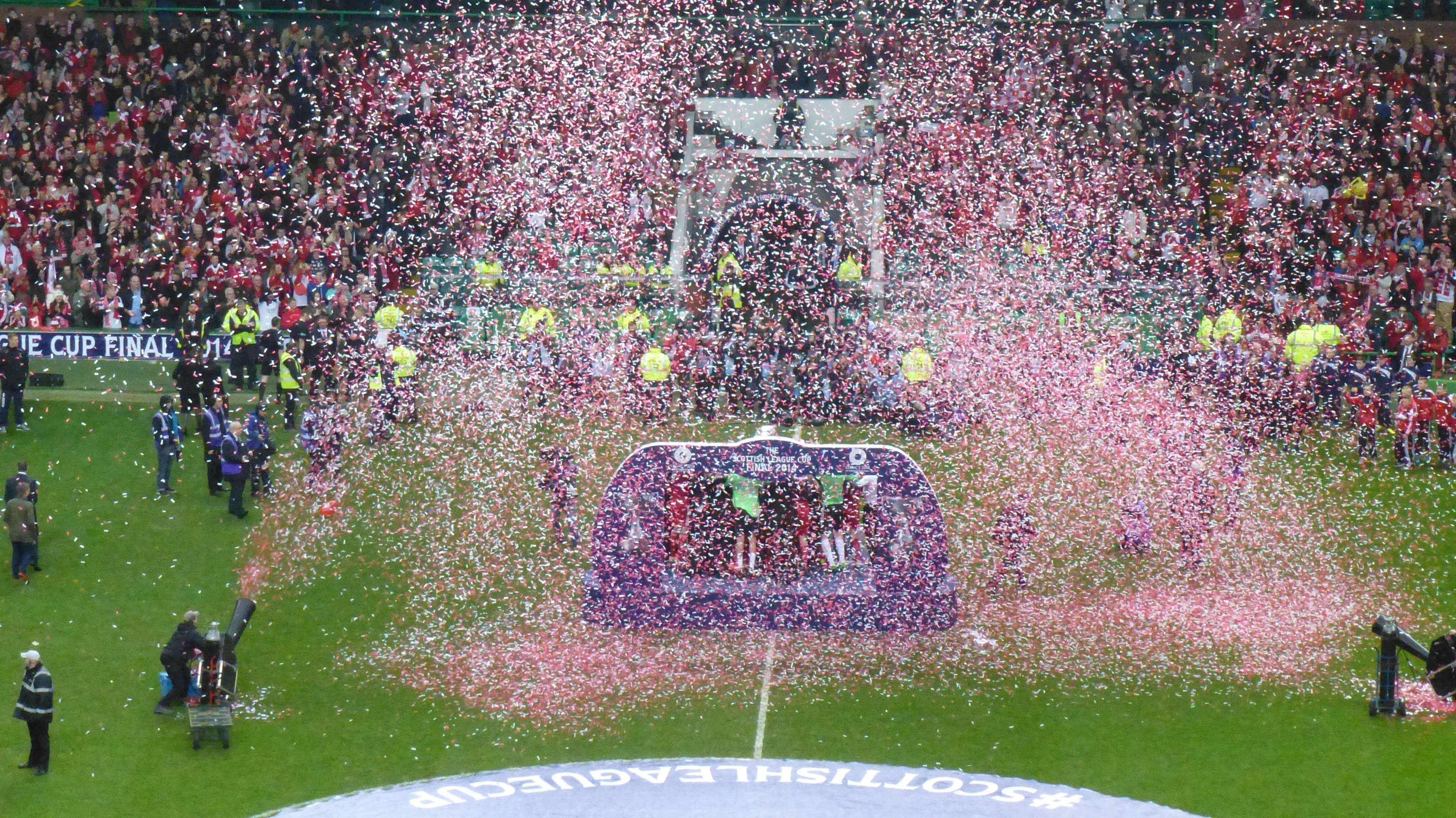
Aberdeen vainqueur de la Scottish League Cup en 2014.

Son successeur, Steve Paterson (en), ne reste que deux saisons. Jimmy Calderwood prend en main l'équipe en 2004, et Aberdeen obtient de meilleurs résultats. Lors de la saison 2006-2007, le club termine troisième du championnat et se qualifie pour la Coupe UEFA 2007-2008. Lors de cette compétition européenne, Aberdeen élimine le Dniepr Dniepropetrovsk grâce à la règle des buts marqués à l'extérieur, une première dans l'histoire du club. Ils battent le FC Copenhague 4–0, avant de s'incliner face au Bayern Munich sur le score cumulé de 7 à 3. Calderwood est remercié le 24 mai 2009, alors que le club vient, à quelques heures près, d'obtenir la quatrième place du championnat, qualificative pour l'Europe, pour être remplacé par Mark McGhee en provenance du Motherwell FC le 12 juin 2009. Les années 2010 sont cependant meilleures pour le club. À la suite de la relégation des Rangers en quatrième division, le club s'affirme comme la deuxième puissance du football écossais derrière le Celtic. Derek McInnes est engagé en tant qu'entraineur en 2013 et en 2014, Aberdeen remportent la Scottish League Cup face à Inverness. Sous la direction de McInnes, le club ne termine jamais au delà de la quatrième place en championnat et se qualifie régulièrement pour les barrages de la Ligue Europa. Cependant, le manque de moyens financier empêchent le club de réellement rivaliser avec le Celtic en championnat et de se qualifier pour les phases finales des compétitions européennes.
En 2021, après sept ans passés au club, Mcinnes quitte le club et est remplacé par un ancien joueur du club, Stephen Glass.

## Palmarès

### Compétitions internationales
- Coupe d'Europe des vainqueurs de coupe :
  - Vainqueur (1) : 1983

- Supercoupe de l'UEFA :
  - Vainqueur (1) : 1983

### Compétitions nationales
- Championnat d'Écosse :
  - Champion (4) : 1955, 1980, 1984 et 1985
  - Vice-champion (16) : 1911, 1937, 1956, 1971, 1972, 1978, 1981, 1982, 1989, 1990, 1991, 1993, 1994, 2015, 2016, 2017, 2018

- Coupe d'Écosse :
  - Vainqueur (8) : 1947, 1970, 1982, 1983, 1984, 1986, 1990 et 2025
  - Finaliste (9) : 1937, 1953, 1954, 1959, 1967, 1978, 1993, 2000 et 2017

- Coupe de la Ligue écossaise :
  - Vainqueur (6) : 1956, 1977, 1986, 1990, 1996 et 2014
  - Finaliste (8) : 1947, 1979, 1980, 1988, 1989, 1993, 2000, 2017 et 2019 et 2024

- Southern League Cup :
  - Vainqueur (1) : 1945-46

- Scottish Qualifying Cup :
  - Vainqueur (1) : 1904
- Summer Cup :
  - Finaliste (1) : 1964

### Compétitions régionales
- East of Scotland League :
  - Vainqueur (1) : 1906
- North Eastern League Cup/ Mitchell Cup[28] :
  - Vainqueur (3) : 1941-42, 1942-43, 1944-45
- North Eastern League :
  - Vainqueur (4) : 1941-42, 1942-43, 1943-44, 1944-45
- Northern League :
  - Vainqueur  (2) : 1905-06, 1910-11 (équipe réserve)
- North Eastern Supplementary Cup :
  - Vainqueur (2) : 1941-42, 1942-43
- Highland League :
  - Vainqueur (2) : 1912-13, 1924-25 (équipe réserve)
- High Cup[29] :
  - Vainqueur (1) : 1907-08
- Dewar Shield[30] :
  - Vainqueur  (17) : 1906-07, 1908-09, 1912-13, 1914-15, 1926-27, 1928-29, 1930-31, 1931-32, 1932-33, 1933-34, 1935-36, 1936-37, 1939-40, 1945-46, 1949-50, 1950-51 (titre partagé), 1951-52 (titre partagé)
- Robertson Cup[31] :
  - Vainqueur (2) : 1910-11 (titre partagé), 1915–16 (titre partagé)
- Aberdeenshire and District League[32] :
  - Vainqueur (7) : 1919–20, 1920–21, 1925–26, 1926–27, 1927–28, 1928–29, 1947–48
- Aberdeenshire Cup :
  - Vainqueur (41) : 1887-88, 1888-89, 1889-90, 1897-98, 1901-02, 1903-04, 1904-05, 1906-07, 1907-08, 1908-09, 1909-10, 1911-12, 1912-13, 1913-14, 1914-15, 1980-81, 1981-82, 1982-83, 1987-88, 1989-90, 1990-91, 1992-93, 1997-98, 2002-03, 2003-04, 2004-05 (équipe première) 1919-20, 1920-21, 1921-22, 1922-23, 1923-24, 1924-25, 1925-26, 1926-27, 1927-28, 1928-29, 1929-30, 1930-31, 1931-32, 1932-33, 1933-34 (équipe réserve)
- Fleming Charity Shield[33] :
  - Vainqueur (14) : 1902-03, 1903-04, 1905-06, 1907-08, 1908-09, 1909-10, 1910-11, 1911-12, 1912-13, 1913-14, 1921-22, 1922-23 (équipe première), 1904-05, 1906-07 (équipe réserve)
- Aberdeen Charity Cup[34] :
  - Vainqueur (1) : 1892-93
- Rhodesia Cup :
  - Vainqueur (2) : 1903-1904 (équipe première), 1904-1905 (équipe réserve)[35]

## Pittodrie Stadium

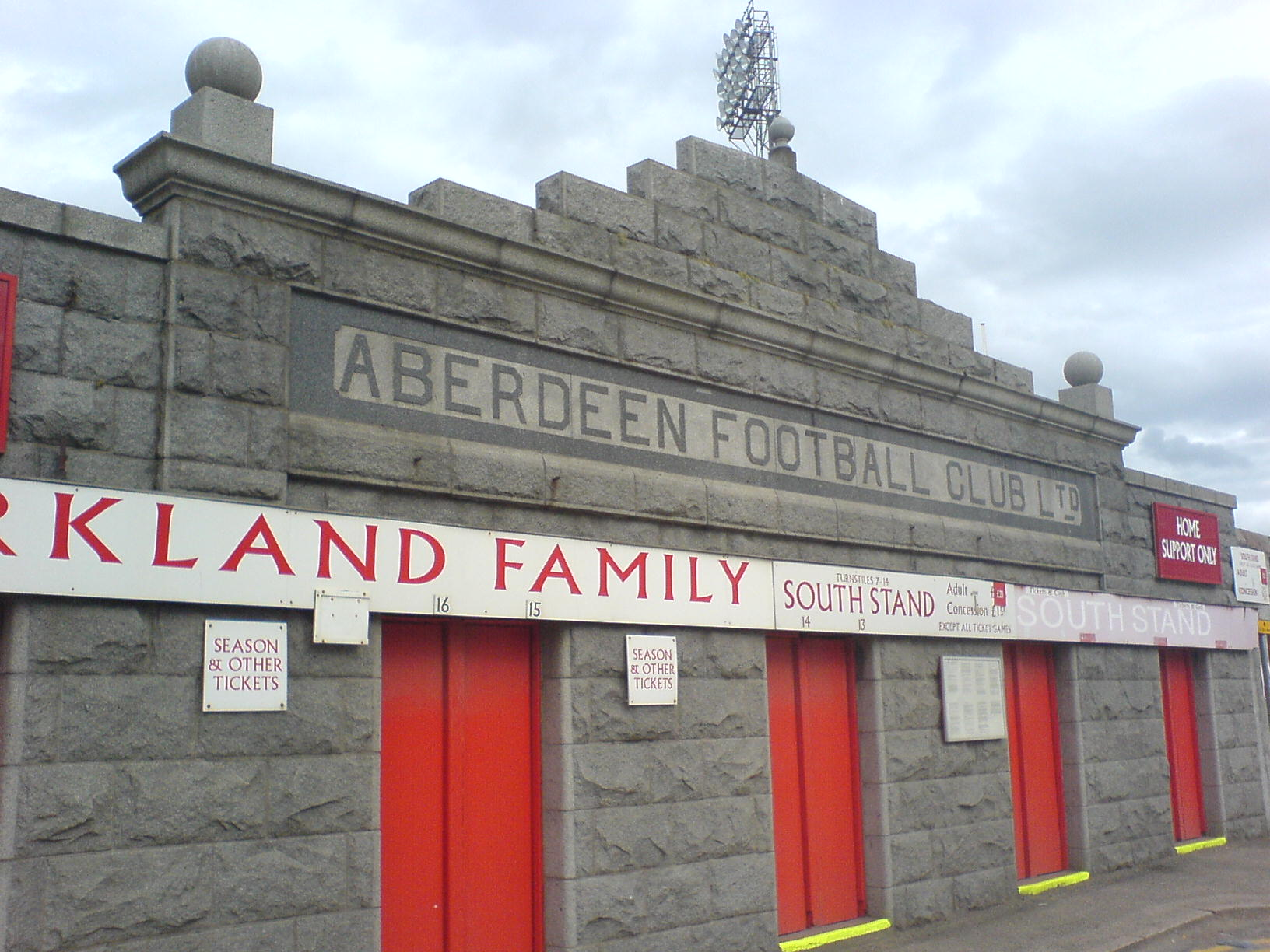
Façade de granite du Pittodrie Stadium vue de l'extérieur de la tribune Merkland Road

Depuis sa fondation, Aberdeen joue ses matchs à domocile au Pittodrie Stadium. Le stade est d'abord utilisé par le club originel d'Aberdeen en 1899, lors d'une victoire 7–1 face au Dumbarton FC avant qu'il ne fusionne avec deux autres clubs en 1903, le nouveau club de l'Aberdeen FC prenant place dans ce stade. Le 15 août 1903, 8 000 spectateurs sont présents pour le match nul d'Aberdeen contre Stenhousemuir (1-1), le premier match joué par le club au Pittodrie Stadium. Le club est d'abord locataire, mais achète ensuite le stade en 1920. Le stade contient 21 600 places. Le record d'affluence est enregistré le 13 mars 1954, lorsque 45 061 personnes assistent à un match de Coupe d'Écosse de football entre Aberdeen et Heart of Midlothian.

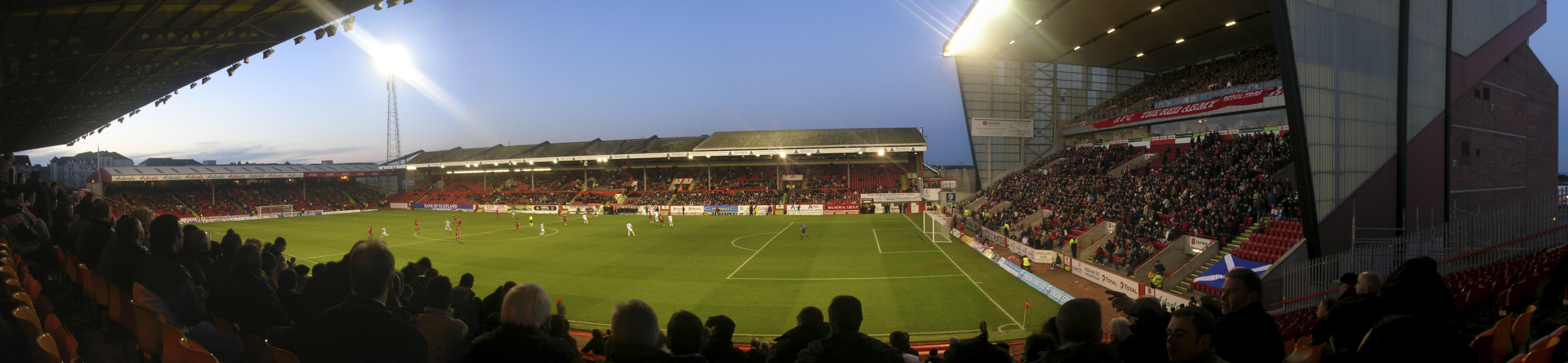
Vue panoramique du stade.

Le stade comporte quatre tribunes. La tribune principale (Main Stand), qui abrite les bureaux et les vestiaires du club, possède la majorité des sièges de l'enceinte. La tribune de Merkland Road est réservée aux familles. La tribune Sud (South Stand) est opposée à la tribune principale et un quart de cette tribune est réservé aux supporters adverses, sauf pour les matchs contre le Celtic FC ou le Rangers FC, où la moitié de la tribune est ouverte aux supporters adverses. La partie la plus récente du stade est la tribune Richard Donald à l'Est, aussi nommée Beach End, et porte le nom de l'ancien président Dick Donald (en). Ouvert en 1993, il possède deux étages et possède des loges . En 1978, Pittodrie devient le premier stade entièrement couvert et avec l'intégralité de ses places assises en Grande-Bretagne.

## Image et identité

### Couleurs et logos
Couleurs
Pour la première saison du club, les Dons jouent avec un maillot à dominante blanche. Il est soit entièrement blanc, soit avec un haut blanc et un short et des chaussettes bleues.
Lors de la saison 1904-1905, Aberdeen adopte un maillot à rayures noires et jaunes, ce qui amène es joueurs d'Aberdeen à être surnommés les Wasps (les guêpes en français). Ce maillot, avec seulement quelques changements mineurs, est porté jusqu'à l'aube de la Seconde Guerre mondiale. Le short bleu reste en place jusqu'en 1911 où il devient blanc. Les chaussettes sont noires avec un liseré jaune.
En mars 1939, Aberdeen abandonne son maillot de Wasp pour une parure rouge et blanche, reflétant les couleurs des armoiries de la ville d'Aberdeen. Les premières tenues sont à maillot rouge et short blanc, avec des chaussettes rouges ou blanches de 1939 à 1966. Aberdeen porte alors un short rouge, rendant la tenue totalement rouge, comme celle du Liverpool Football Club, qui fait ce changement à peu près au même moment. Les couleurs du maillot ne changent globalement plus, avec néanmoins des variations dans le design.
Dans les années 1970, un maillot de l'équipementier Admiral comporte cinq bandes verticales blanches sur le côté gauche du maillot et du short, et les shorts du début des années 1980 possèdent de fines rayures blanches verticales. Plus tard, le maillot connaît un important ajout de couleur bleue et une saison avec un retour de la tenue d'après-guerre, bien que le maillot entièrement rouge reprenne sa place en 1997.
La tenue portée à l'extérieur est souvent blanche, avec un short noir, ou une combinaison de jaune et de noir, se rapportant à la tenue d'avant-guerre du club, bien que dans les années 1970, Aberdeen ait porté un ensemble entièrement bleu avec des chaussettes blanches. Pour la saison 2007-2008, le club arbore un troisième maillot réservé aux joutes européennes de couleurs jaune et noire.
Sponsors
L'Aberdeen Football Club est sponsorisé depuis 1987, le sponsor initial étant JVC. Depuis, le club ne faisant que peu d'apparitions sur le plan international, les sponsors ont tendance à être plus locaux, comme la station de radio Northsound Radio (en). Les compagnies pétrolières, qui font partie du tissu économique local, sont ainsi particulièrement impliquées dans le sponsoring du club.
Logo
Le club n'a pas de blason officiel avant 1972, mais il y a de nombreuses variations des lettres AFC figurant sur le maillot, utilisant habituellement une écriture cursive. En novembre 1972, le club adopte un logo officiel, dessiné par le designer graphique de la ville Donald Addison. Le logo représente une lettre capitale A comme une cage de football, avec un ballon formant la barre de la lettre. La balle est hachurée de telle façon à le dépeindre comme étant à l'intérieur d'un filet, ce qui est synonyme de but marqué. Le logo est complété par les lettres FC en petite police au même niveau que le ballon. Ce logo est utilisé sur les maillots dès 1978, sans modification jusqu'aux milieu des années 1980 lorsque les mots "Aberdeen Football Club" sont ajoutés dans un bandeau circulaire, et lorsque la date de fondation, 1903, est ajouté sous la cage. La version actuelle du logo, qui retient ces éléments mais dans un design unifié, est introduit au départ de la saison 1997-1998. Deux étoiles symbolisant les victoires en Coupe d'Europe des vainqueurs de coupe de football 1982-1983 et en Supercoupe de l'UEFA 1983 sont mis en place dans le logo lors de la saison 2005-2006.

### Surnoms
Les joueurs d'Aberdeen sont surnommés The Dons, depuis au moins 1913. En doric, dialecte local d'Aberdeen, le mot Done est prononcé diːn (comme la fin du mot Aberdeen) d'où le surnom The Dons. Avant ce surnom, l'équipe est surnommée The Wasps (les guêpes) ou The Black and Golds (les noir et or) ; les deux noms font référence à la tenue portée par Aberdeen avant la guerre
Comme de nombreuses équipes anglo-saxonnes jouant en rouge, Aberdeen est aussi de temps en temps appelée les Reds. Ils sont aussi surnommés The Dandy Dons or The Dandies.

### Supporters

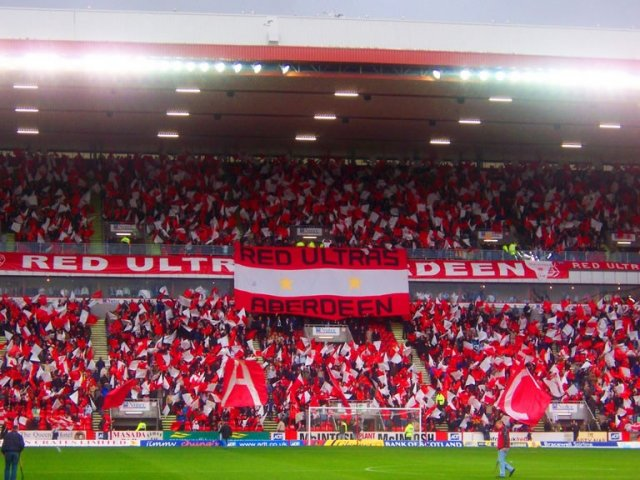
La Red Army

Les supporters d'Aberdeen, connus sous le nom de Red Army (Armée rouge), possèdent un maillot géant avec un numéro 12 en référence au « douzième homme ». En 1999, des supporters fondent le club des Red Ultras dans le but d'améliorer l'ambiance du Pittrodrie Stadium. Le groupe organise des tifos et de grands drapeaux et banderoles, en particulier dans la tribune Richard Donald à domicile, mais aussi quelquefois à l'extérieur.
L'Aberdeen Football Club est le seul club professionnel de la troisième ville du pays, une ville qui est éloignée degrandes zones peuplées, et qui a donc une grande aire d'attraction de potentiels supporters. Néanmoins, les affluences ne reflètent pas cette situation, le club possédant la quatrième meilleure affluence moyenne de Scottish Premier League en 2008-2009 avec 12 928 spectateurs.

### Rivalités
Aberdeen n'a que très rarement joué dans la même division que ses rivaux géographiquement les plus proches que sont le Peterhead FC, le Brechin City FC, le Montrose FC, l'Arbroath FC et le Forfar Athletic FC, donc les rivalités sont plus au niveau national. Au début des années 1980, en raison du succès national et européen de l'Aberdeen FC et du Dundee United, la paire est connue sous le nom du New Firm en comparaison avec l'Old Firm des deux grands clubs de Glasgow ; mais le Dundee United a comme rivaux principaux le club du Dundee FC et l'antagonisme est vécu différemment d'un club à l'autre. La situation est la même avec le Rangers FC qui connaît une forte rivalité avec le Celtic FC, mais il y a néanmoins des relations difficiles entre supporters, causant de multiples incidents,.

## Joueurs et personnalités du club

### Entraîneurs
| De   | À    | Nom                              | J   | G   | N   | D   | V%      | Ref    |
| ---- | ---- | -------------------------------- | --- | --- | --- | --- | ------- | ------ |
| 1903 | 1924 | Jimmy Philip (en)                | 644 | 221 | 172 | 251 | 34,32 % | [ 56 ] |
| 1924 | 1937 | Paddy Travers (en)               | 474 | 214 | 106 | 154 | 45,15 % | [ 56 ] |
| 1937 | 1955 | Dave Halliday                    | 371 | 165 | 71  | 135 | 44,47 % | [ 56 ] |
| 1955 | 1959 | Davie Shaw                       | 148 | 66  | 20  | 62  | 44,59 % | [ 56 ] |
| 1959 | 1965 | Tommy Pearson (en)               | 180 | 66  | 42  | 72  | 36,67 % | [ 56 ] |
| 1965 | 1971 | Eddie Turnbull                   | 216 | 101 | 43  | 72  | 46,75 % | [ 56 ] |
| 1971 | 1975 | Jimmy Bonthrone (en)             | 143 | 67  | 46  | 30  | 46,85 % | [ 56 ] |
| 1975 | 1977 | Ally MacLeod                     | 61  | 24  | 19  | 18  | 39,34 % | [ 56 ] |
| 1977 | 1978 | Billy McNeill                    | 36  | 22  | 9   | 5   | 61,11 % | [ 56 ] |
| 1978 | 1986 | Alex Ferguson                    | 288 | 167 | 71  | 50  | 57,99 % | [ 56 ] |
| 1986 | 1986 | Alex Ferguson Archie Knox (en)   | 15  | 7   | 5   | 3   | 46,67 % | [ 56 ] |
| 1986 | 1988 | Ian Porterfield                  | 71  | 35  | 27  | 9   | 49,30 % | [ 56 ] |
| 1988 | 1991 | Jocky Scott (en) Alex Smith (en) | 117 | 63  | 35  | 19  | 53,85 % | [ 56 ] |
| 1991 | 1992 | Alex Smith (en)                  | 23  | 7   | 7   | 9   | 30,43 % | [ 56 ] |
| 1992 | 1995 | Willie Miller                    | 124 | 53  | 45  | 26  | 42,47 % | [ 56 ] |
| 1995 | 1997 | Roy Aitken                       | 124 | 50  | 31  | 43  | 40,32 % | [ 57 ] |
| 1997 | 1998 | Alex Miller                      | 43  | 11  | 13  | 19  | 25,58 % | [ 58 ] |
| 1999 | 2002 | Ebbe Skovdahl                    | 159 | 54  | 37  | 68  | 33,96 % | [ 59 ] |
| 2002 | 2004 | Steve Paterson (en)              | 68  | 23  | 13  | 32  | 33,82 % | [ 60 ] |
| 2004 | 2009 | Jimmy Calderwood                 | 227 | 94  | 60  | 73  | 41,41 % | [ 61 ] |
| 2009 | 2010 | Mark McGhee                      | 62  | 17  | 13  | 32  | 27,42 % | [ 62 ] |
| 2010 | 2013 | Craig Brown                      | 113 | 37  | 33  | 43  | 32,74 % | [ 63 ] |
| 2013 | 2021 | Derek McInnes                    | 377 | 198 | 78  | 101 | 52,52 % | [ 64 ] |
| 2021 | 2022 | Stephen Glass (en)               | 44  | 15  | 9   | 20  | 34,09 % | [ 65 ] |
| 2022 |      | Jim Goodwin                      | 4   | 0   | 2   | 2   | 0,00 %  | [ 66 ] |

### Joueurs emblématiques
L'Aberdeen FC a inauguré son Hall of Fame en fêtant les cent ans du club en 2003. Au début, il a été allégué que, sur une période de cinq ans, environ 50 joueurs entreraient dans cette liste. Sont répertoriés sur le site officiel en tant que membres:
- Jim Bett
- Martin Buchan
- Bobby Clark
- Neale Cooper
- Alex Ferguson
- Arthur Graham
- Joe Harper
- Eoin Jess
- Stuart Kennedy
- Graham Leggat
- Jim Leighton
- Ally MacLeod
- Fred Martin
- Alex McLeish
- Willie Miller
- Neil Simpson
- Eddie Turnbull

En parallèle à ce Hall of Fame, le site d'Aberdeen FC présente une liste de cent joueurs légendaires compilée par Kevin Stirling, historien du club.

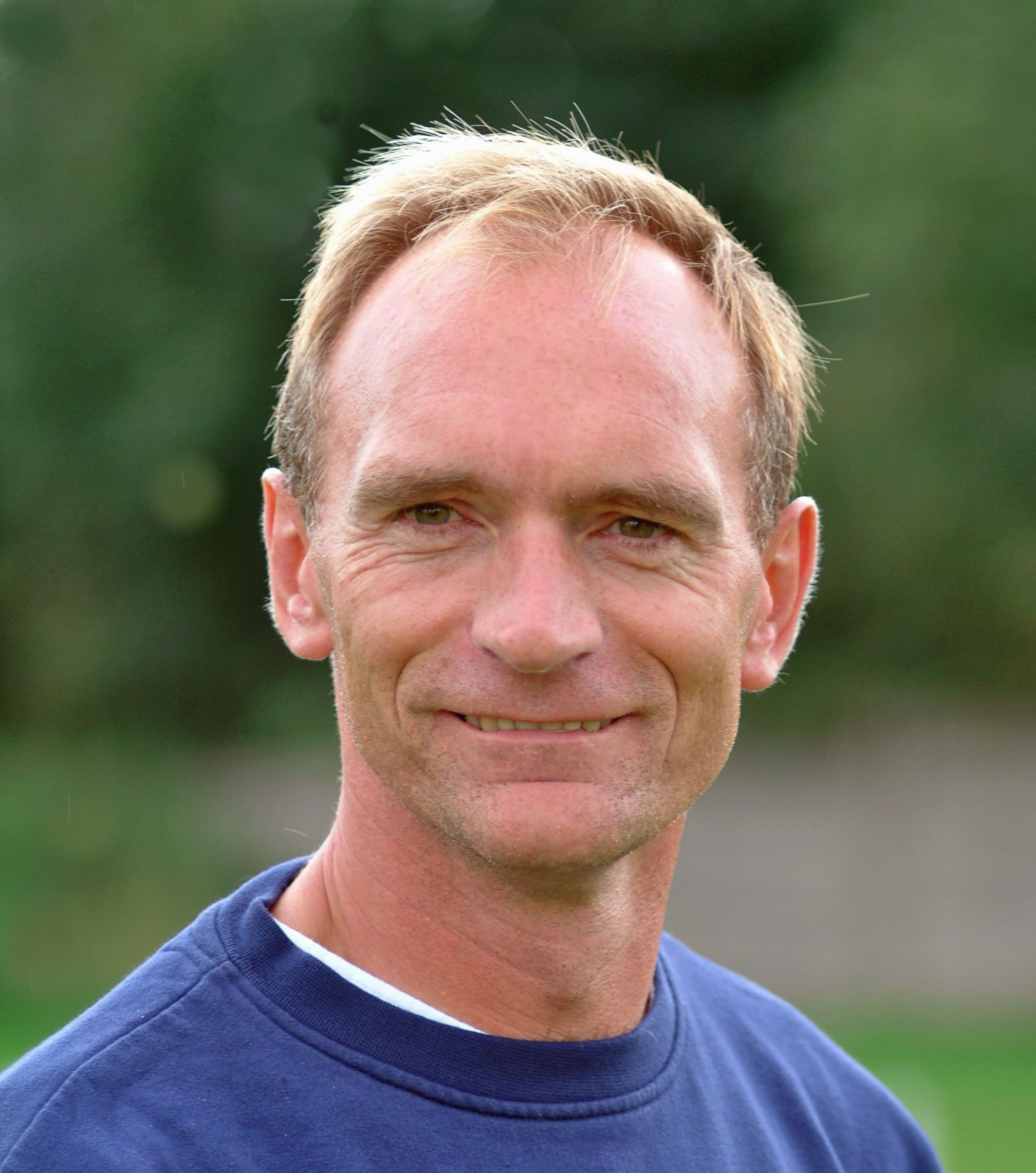
Jim Leighton.
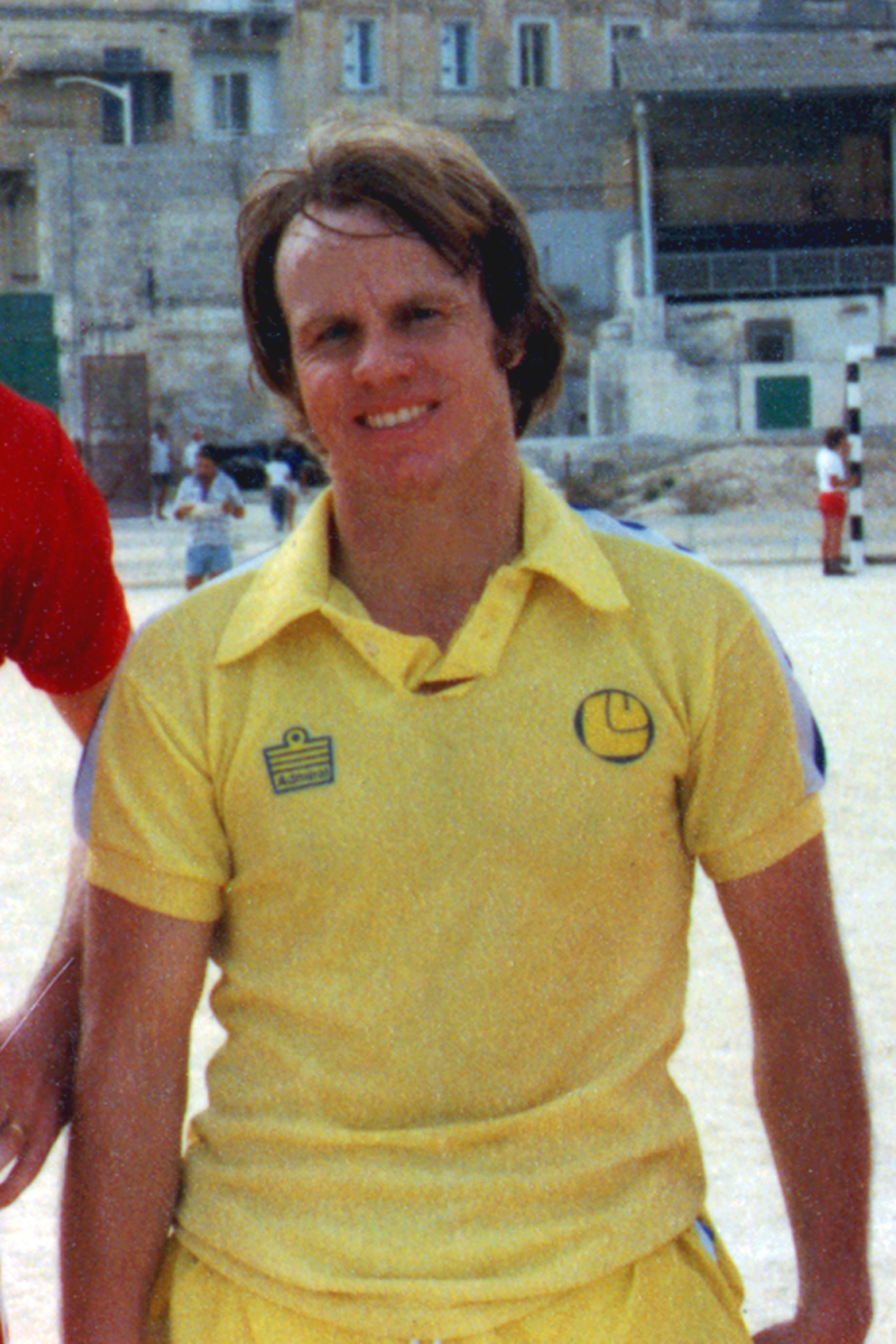
Arthur Graham.
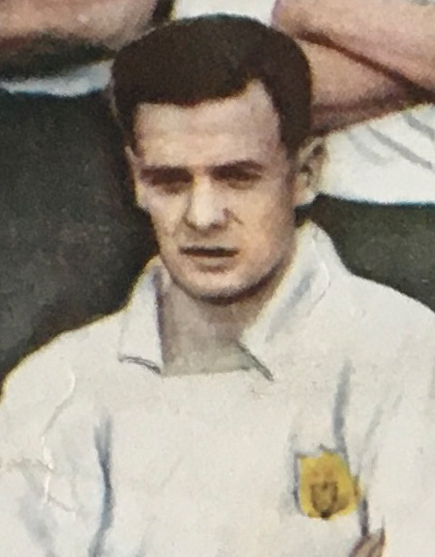
Graham Leggat.